# 873년

## 연호
- 당(唐) 함통(咸通) 14년
- 일본(日本) 조간(貞観) 15년

## 기년
- 당(唐) 의종(懿宗) 14년
- 신라(新羅) 경문왕(景文王) 13년
- 발해(渤海) 대현석(大玄錫) 3년

## 문화
- 황룡사 9층 목탑 완성.